# راندي كوبر
راندي كوبر (بالإنجليزية: Randy Cooper)‏ هو موسيقي أمريكي، ولد في 1967.